# (9595) 1991 RE11
A (9595) 1991 RE11 a Naprendszer kisbolygóövében található aszteroida. Henry Holt fedezte fel 1991. szeptember 13-án.